# Rox (cantante)
Rox, pseudonimo di Roxanne Tataei (Norbury, 1988), è una cantante britannica di origini iraniane e giamaicane di musica Soul e R&B.

## Biografia
Nata a Norbury, un distretto della zona sud-ovest di Londra, è di origini iraniane-giamaicane. Lei stessa ha raccontato che vivendo con i nonni, spesso frequentava il coro della chiesa, cosa che l'ha introdotta al canto.
All'età di 10 anni, prese parte alla "National Youth Music Theatre" e viaggiò con l'organizzazione attraverso il Regno Unito, apparendo in diverse produzioni. Per il suo quattordicesimo compleanno Rox ebbe come regalo la sua prima chitarra e sperimentò diversi generi musicali. Approfondì poi lo studio della musica presso lo Scream Studios a Croydon.
Le sue influenze musicali includono: Lauryn Hill, Joni Mitchell, Sade, Mary J. Blige e Alanis Morissette.

## Carriera
Rox ha cominciato la sua carriera nel 2007 formando vari gruppi musicali fino a quando, nel 2008 ha firmato con la Rough Trade Records, arrivando a collaborare con artisti quali Daniel Merriweather e Mark Ronson.
Il suo singolo di debutto No Going Back è stato pubblicato il 15 dicembre 2009. La cantante ha raccontato a Steve Lamacq che la canzone parla della fine di una relazione senza ripensamenti.
Nel 2010 Rox ha pubblicato il suo album di debutto Memoirs, da cui è stato tratto come primo singolo My Baby Left Me pubblicato il 15 marzo 2010 e ha ricevuto un buon riscontro di critica. Il singolo ha debuttato alla posizione 91 nel Regno Unito. È anche entrato nella classifica olandese nell'aprile 2010 alla posizione 35, salendo sino alle 27 una settimana dopo.
Il secondo singolo ad essere stato pubblicato è I Don't Believe, uscito nel settembre 2010, diventato anche l'accompagnamento musicale per gli spot televisivi dell'azienda Rimmel.

## Discografia

### Album
- Memoirs - 2010

### Singoli
- My Baby Left Me
- I Don't Believe